# Ольковичі
Ольковичі (біл. вёска Альковіцы) — село в складі Вілейського району Мінської області, Білорусь. Село є адміністративним центром Ольковицької сільської ради, розташоване в північній частині області.